# Лекси Ламур
Лекси Ламур (англ. Lexi Lamour, настоящее имя — Фейт Липпинкотт (англ. Faith Lippincott), род. 28 августа 1976 года, Чикаго, Иллинойс, США) — американская порноактриса, лауреат премии NightMoves Award.

## Биография
Родилась 8 августа 1976 года в Краун-Пойнт, Индиана, США. Настоящее имя — Фейт Липпинкотт (Faith Lippincott).
После колледжа работала торговым представителем в автосалоне Северо-западной Индиане. После репетиции в стриптиз-баре «Дежавю» начала новую карьеру в качестве танцовщицы. Затем отправилась в Лос-Анджелес и стала работать в киноиндустрии для взрослых.
Дебютировала в порноиндустрии в 2001 году, в возрасте около 25 лет.
Снималась для таких студий, как Adam & Eve, Brazzers Network, Evil Angel, Girlfriends Films, Jill Kelly Productions, VCA, Wicked Pictures и других.
Натуральный цвет волос Лекси — светлый. У неё есть татуировки вокруг левой лодыжки, внутри правой лодыжки, на внутренней стороне правого запястья и маленькая тату на спине. Состоит в браке с порноактёром Этаном Кейджем.

## Премии
- 2005 NightMoves Award — Лучшая порноактриса-стриптизёрша, выбор редакции[5]

## Избранная фильмография
| - 2007 Pleasure Principle - 2007 Couples Seduce Teens Vol. 7 - 2007 Wife Switch - 2007 Just Over 18 - 2007 Couples Seduce Teens 6 | - 2007 Dirty 30’s 2 - 2007 Driven - 2007 I Scored a Soccer Mom 2 - 2007 Mayhem Explosions 6 - 2007 Meet the Twins 8 |